# Een trouwring mag niet knellen
Een trouwring mag niet knellen is een Nederlandse klucht uit 1988 met een hoofdrol voor John Lanting. Verder zijn te zien: Margreet Heemskerk, Flip Heeneman, Teuntje de Klerk, Yvonne Valkenburg en Guusje Westermann.
Deze klucht is gebaseerd op Claude Magniers toneelstuk: Blaise uit 1959, het script is van John Lanting.

## Omschrijving
Een kunstenaar huurt voor twee weken de bovenste etage van een flat in het centrum van Den Haag, omdat hij indruk wil maken op de rijke man, wiens dochter hij wil trouwen. Eigenlijk is het een idee van zijn minnares om van hun geldproblemen af te komen, maar tot nu kost het alleen maar geld. Hij heeft het uitzendbureau gevraagd om een butler te sturen, maar er verschijnt een meisje van het platteland dat maar weinig ervaring heeft als dienstbode.

## Dvd
Deze klucht is verschenen op dvd op 10 november 2006, samen met In de kast op de kast en Den Haag vandaag.